# Clímaco Jacinto Zarauz Carrillo
Clímaco Jacinto Zarauz Carrillo (* 24. Februar 1926 in San Antonio de Ibarra; † 21. Juli 2017 in Ibarra) war ein ecuadorianischer Geistlicher und römisch-katholischer Bischof von Azogues.

Wappen von Clímaco Zarauz Carrillo.

## Leben
Clímaco Jacinto Zarauz Carrillo empfing am 25. Juni 1950 die Priesterweihe.
Papst Johannes Paul II. ernannte ihn am 2. März 1990 zum Bischof von Azogues. Der Erzbischof von Cuenca, Luis Alberto Luna Tobar OCD, spendete ihm am 20. April desselben Jahres die Bischofsweihe; Mitkonsekratoren waren Juan Ignacio Larrea Holguín, Erzbischof von Guayaquil, und Bernardino Carlos Guillermo Honorato Echeverría Ruiz OFM, emeritierte Erzbischof von Guayaquil.
Am 14. Februar 2004 nahm Papst Johannes Paul II. sein altersbedingtes Rücktrittsgesuch an. Seinen Lebensabend verbrachte er in Ibarra.